# Hrabstwo Presidio

Piramida wieku hrabstwa

Hrabstwo Presidio – hrabstwo położone w USA, w stanie Teksas. Utworzone w 1850 r. Siedzibą hrabstwa jest miasteczko Marfa. Według spisu w 2020 roku liczyło 6131 mieszkańców. Należy do trzydziestu najsłabiej zaludnionych hrabstw Teksasu (0,58 os./km²). Znajdują się tutaj jedne z najwyższych pasm górskich w Teksasie. Większość mieszkańców to Latynosi (83,8%) i katolicy (56,6%).

## Sąsiednie hrabstwa i gminy
- Hrabstwo Hudspeth (północny zachód)
- Hrabstwo Jeff Davis (północ)
- Hrabstwo Brewster (wschód)
- Gmina Manuel Benavides, Chihuahua, Meksyk (południe)
- Gmina Ojinaga, Chihuahua, Meksyk (południowy zachód)
- Gmina Guadalupe, Chihuahua, Meksyk (zachód)

## Gospodarka
Rolniczo–turystyczne hrabstwo z dominacją szkółkarstwa (18. miejsce w stanie), orzechów pekan, winogrona, granatów, jabłoni, fig i brzoskwiń. Niewielkie hodowle bydła, kóz i owiec.
Z dochodem gospodarstwa domowego w 2023 roku na poziomie 29 014 dolarów, jest 7. najbiedniejszym stanem Teksasu. Dochód na mieszkańca wynosi 22 463 dolarów, a 22,9% mieszkańców żyje poniżej relatywnej granicy ubóstwa.

## Miasta
- Marfa
- Presidio

## CDP
- Redford